# Tadeusz Kaczmarczyk
Tadeusz Kaczmarczyk (ur. 3 lipca 1923 w Zakopanem, zm. 13 listopada 2012 roku tamże) – polski narciarz klasyczny oraz trener biegów narciarskich i kombinacji norweskiej. Jeden z najwybitniejszych polskich trenerów w kombinacji norweskiej.
Przed drugą wojną światową zaczął uprawiać narciarstwo, głównie kombinację norweską. Oprócz tego startował w skokach, biegach, zjazdach. Dwanaście razy był Akademickim mistrzem Polski, zdobywał także medale mistrzostw świata studentów. Tuż po wojnie ukończył studia na wydziale górniczym Akademii Górniczej-Hutniczej. W 1949 w Szpindlerowym Młynie został brązowym medalistą akademickich mistrzostw świata w skokach.
W 1955 roku ukończył kurs trenerski, i pracował w zakopiańskiej CWKS Legia. Do 1966 roku był trenerem polskich biegaczy. Jako trener biegów narciarskich wziął udział w zimowych igrzyskach olimpijskich Cortina d’Ampezzo w 1956 rok oraz w Innsbrucku w 1964 roku. Był jednym z pierwszych trenerów Franciszka Gronia–Gąsienicy, pierwszego polskiego medalisty Igrzysk Olimpijskich w sportach zimowych. W 1966 roku został trenerem polskich kombinatorów norweskich. Jego podopieczni należeli do ścisłej światowej czołówki, ale na Igrzyskach Olimpijskich w Grenoble (1968), Sapporo (1972) i Innsbrucku (1976) nie zdobyli medali. Na podium stanął tylko Stefan Hula, który zdobył brąz podczas Mistrzostw Świata w 1974 roku.
W 1976 roku zrezygnował z prowadzenia polskich kombinatorów norweskich. W grudniu 1978 roku rozpoczął pracę w słynnej szkole w austriackim Stams i został tam szefem szkolenia kombinatorów norweskich pracował tam do kwietnia 1989 roku tam osiągnął największe sukcesy w karierze trenerskiej. I tam dopiero wyszły na jaw jego ogromne kwalifikacje, wielkie wyczucie i umiejętność pracy z młodymi narciarzami, obdarzonymi nieprzeciętnymi talentami. Pod koniec lat 80. i na początku 90. wychowankowie Kaczmarczyka zawładnęli podium olimpijskim i mistrzostw świata w kombinacji norweskiej. Jego podopieczni odnieśli wielkie sukcesy na olimpiadzie w Calgary w 1988 roku. Wtedy Złoty medal zdobywa wychowanek Kaczmarczyka Hippolit Kempf, srebrny medal dostaje wychowanek Kaczmarczyka Klaus Sulzenbacher, 5. jest wychowanek Kaczmarczyka Andreas Schaad. Tę wyliczankę kończą sztafety: Szwajcarzy są drudzy, Austriacy trzeci. W tym samym roku Sulzenbacher zostaje najlepszym zawodnikiem w skali całego sezonu i zdobywa kryształową kulę. Tym samym zyskał miano guru dla austriackich i szwajcarskich kombinatorów norweskich. Jego wymienieni trzej podopieczni w latach 1979–1989 oraz 1989-1994 byli światową czołówką kombinacji norweskiej::
- Hippolyt Kempf, Szwajcar, potrójny medalista igrzysk olimpijskich – złoto i srebro w Calgary w 1988, brąz w 1994 r. w Lillehammer; srebrny medalista MŚ w Lahti 1989 roku; trzeci zawodnik pucharu świata w sezonach 1986/87 i 1988/1989,
- Klaus Sulzenbacher, Austriak, czterokrotny medalista igrzysk olimpijskich – srebro, brąz w Calgary w 1988 roku, oraz dwa brązy 1992 roku w Albertville; złoto i srebro podczas Mistrzostw Świata w 1991 roku Val di Fiemme; dwa razy puchar świata w sezonach 1987/88 oraz 1989/90; trzy drugie miejsca w klasyfikacji tego cyklu w latach 1988-1992; brąz podczas mistrzostw świata juniorów w 1984 roku w Trondheim
- Andreas Schaad, Szwajcar, podwójny medalista igrzysk olimpijskich – Calgary w 1988 roku srebro i brąz w 1994 roku w Lillehammer; wicemistrz świata z 1989 roku z Lahti; trzeci zawodnik Pucharu świata sezon 1987/88.

W 1989 roku trener Kaczmarczyk powrócił do Polski i został ponownie trenerem polskich kombinatorów norweskich, jednak z braku perspektyw i tych samych problemów co dawniej po roku pracy zrezygnował z funkcji trenera kadry Polski.